# Земська школа в Харсіках
Земська школа в селі Харсіки Лохвицького повіту Полтавської губернії (повна офіційна назва — трикласне народне училище відомства Міністерства народної просвіти) зведена в 1913 році за проектом архітектора Опанаса Георгійовича Сластіона. Школа в Харсіках є однією з багатьох шкіл Лохвицького земства.

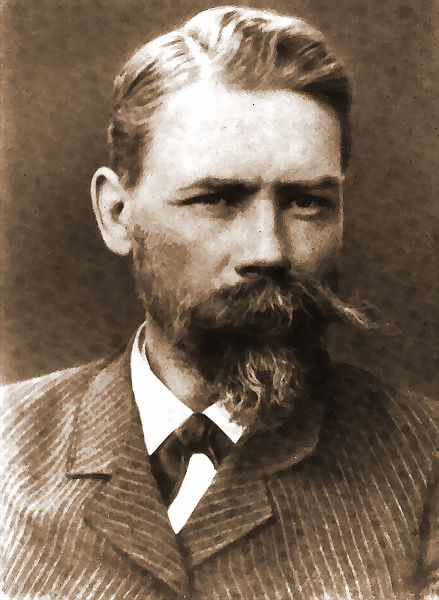
Опанас Георгійович Сластіон

## Комплекс школи
Шкільний комплекс в Харсіках включав власне школу (зведена 1913 року), дерев‘яний сарай, дубовий погріб, відхідник, колодязь і паркан навколо шкільної території, однак до сьогодні дійшла тільки школа та руїни невстановленої за функціональним призначенням споруди.

## Архітектура та конструкції будівлі школи
Будівля колишньої земської школи П-подібна в плані, одноповерхова з двоярусними башточоками по менших фасадах, дерев'яна обкладена цеглою. За функціональною типологією первісно відносилась до навчально-виховних об'єктів, пізніше — до лікувально-профілактичних. Сьогодні не використовується. Розпланувальна типологія коридорна двобічна з двома крилами з півночі. Цегляні фасади прикрашено візерунком, сформованими кладкою цегли. Виконано візерунок за принципом «біле по білому». Північний, західний та східний фасади розкріповано пілястрами, а завершуються цегляним вінчаючим карнизом та дерев'яним піддашком по якому влаштовано накладний геометричний декор. Віконні та дверні прорізи мають трапецієподібну форму. Пізніші дверні прорізи в інтер'єрі прямокутні. Стіни інтер'єру оштукатурені. Декоративним елементом інтер'єру слугує частково збережений карниз простого профілю.
Конструкція будівлі каркасна з несучими поздовжніми та поперечними стінами. Опорні стовпи каркаса фасадних стін спираються на дерев'яні лежні, які покладені на цегляний цоколь. Фундамент цегляний, стрічковий. Дерев'яна дощата підлога влаштована по дерев'яних колодах, які ближче до центру приміщень спираються на цегляні стовпчики, що дозволило сформувати вентильоване підпілля. Дерев'яне балкове перекриття підшито дранкою яка обмазана поверх побіленою глиною. Заповнення віконних та дверних отворів дерев'яне трапецієподібної форми, що є характерним для стилю Українського архітектурного модерну. Первісні дверні заповнення не збереглись, в той час як віконні більшою мірою збережені. Дах над навчальною зоною вальмовий, над крилами — трисхилий, башточок — наметовий. З південного фасаду на даху влаштовано люкарну, прикрашену декоративним різьбленням. Покрівля нині виконана з листів азбестоцементного шиферу, який покладено по металевих листах старої покрівлі. Завершення кутових башточок обшите металом. Цегляні печі та димарі значно пошкоджені, місцями втрачені.
Будівля відноситься до цінних зразків зниклого архітектурного стилю Українського архітектурного модерну, народностильового романтично-декоративного спрямування та роботі видатного архітектора Опанаса Сластіона.

## Радянський період та сучасність
Багато років школа функціонувала за первісним призначенням. В 1984 році на кошти колгоспу «Маяк» було збудовано нову школу, що призвело до пристосування комплексу та самої школи роботи О. Сластіона під лікарняно-трудовий профілакторій (ЛТП). На сьогодні будівля школи не використовується, що призвело до спроб її знищення.
Сьогодні унікальні школи за проектом Опанаса Сластіона закликають рятувати активісти Полтавщини.
В цьому контексті трикласна школа в селі Харсіки є однією з перших, які планується привести до ладу, оскільки технічний стан будівлі, через тривалий період недогляду та недбайливого відношення, є незадовільним, а окремих конструкцій — непридатним до нормальної експлуатації.